# Eboué Etongo
Eboué Etongo était chef de Botonga dans le clan  Bo'ongo de Malimba dans le littoral camerounais, Il fut tué par des commerçants allemands le 18 janvier 1890 ce qui déclenchera une guerre dirigée par le roi des Malimba Moukoko Manyanye .

## Biographie

### Histoire
Migration des Malimba
Depuis le Congo où il réside, les Malimba migrent vers la côte du Cameroun près de l'île de Manoka.
Fierté d’un peuple
Les Malimba étaient réfractaires au commerce des hommes, mais favorables à d’autres types d’échanges commerciaux, et leur situation géographique stratégique favorisait ces échanges. L'arrivée des Allemands qui, munis d’une copie du traité de Berlin signé en 1885, se trouvaient au Cameroun en terrain conquis, rencontre la résistance d'Eboue Etongo, dit Nyambé. Les Malimba s'opposent à la domination allemande. 
Comme ses parents qui avaient repoussé les bateaux négriers loin de leur côte, Eboué Etongo tient tête au colon.
Résistance jusqu’au bout
Le 18 janvier 1890,  Eboue Etongo est assassiné, en même temps que son fils aîné, Mbeke Eboue. 
Le lendemain les Malimba déclenchent la guerre germano-malimba qui va durer deux ans, du 19 janvier 1890 au 29 novembre 1891. Le conflit prendra fin avec la destruction du Zehdenick, un cargo allemand utilisé comme navire de guerre. 
L’épave de ce bateau gît aujourd'hui dans les eaux de la Kwakwa, entre Mouanko et Manoka. Également devenue une destination touristique, elle témoigne de la résistance des guerriers Malimba.
C’est avec le départ des Allemands de la zone de Manoka que les firmes commerciales allemandes Woermann et Thormählen vont s’installer au niveau du fleuve Wouri.